# Lophoptera lucida
Lophoptera lucida är en fjärilsart som beskrevs av Alfred Ernest Wileman och Reginald James West 1928.
Lophoptera lucida ingår i släktet Lophoptera och familjen nattflyn. Inga underarter finns listade i Catalogue of Life.